# 日本語教室
日本語教室（にほんごきょうしつ）は主に来日外国人が日本語を習得するために開かれた教室。次の二つの「日本語教室」がある。
1. 各地の国際交流協会や任意団体、個人により、公共の施設の一室や個人の自宅などで開かれる教室。毎日数クラス開かれる規模の大きなものから、隔週や月に一度１クラス開かれるものまで種々の形態がある。
2. 日本語指導を必要とする外国人児童生徒が在籍する義務教育諸学校に設置されている教室。または、その教室などで行われる日本語指導を指す。

## 国際交流協会などによる日本語教室
固有の施設・設備や常勤・非常勤の教師を有する教室から、公共施設の一室を借りてボランティアで行う教室まで、さまざまに存在する。文化庁による「日本語教育実態調査」平成20年度国内の日本語教育の概要「一般の施設・団体」のうち、「財団法人日本語教育振興協会認定施設」を除く802施設・団体を「日本語教室」とした場合、運営者は国際交流協会283（35.3%）、任意団体242（30.2%）、教育委員会114（14.2%）、地方公共団体71（8.9%）などとなっている。
財団法人日本語教育振興協会が認定している施設である「日本語学校」との主な違いは、以下の通りである。
|                | 日本語教室                      | 日本語学校                         |
| -------------- | ------------------------------- | ---------------------------------- |
| 学習者の数     | 73,372人                        | 47,949人                           |
| 主な学習者     | 定住型滞在の外国人              | 日本の大学などへの進学希望の外国人 |
| 教師の数       | 19,470人                        | 6,262人                            |
| 教師の割合     | ボランティアによる教師が80%以上 | 非常勤教師70%、常勤教師28%         |
| 認定機関の有無 | なし                            | あり（日本語教育振興協会）         |

以上のことからも、日本語教室は主にボランティア教師によって活動が維持されていることが分かる。ボランティアであることから、「授業料」が無料であったり、教材費のみ・教師の交通費程度であったりという低額ですむ場合が多い。
学習者は、中国残留邦人やその家族、南米の日系人、日本人と結婚した配偶者といった長期定住型の日本滞在をしている人（日本国籍者も含む）が多いと考えられる。また、多くが成人であると思われる。しかしながら、施設・団体の調査とは異なり、学習者の実態調査は日本全体の規模では行われておらず、実態は推測の域を出ない。

## 子供の場合
日本政府からの補助金が出されている場合がある。また不就学児が通う場合もある。（外国人児童生徒就学促進事業）

## 義務教育諸学校に設置される日本語教室
日本語指導が必要な外国人児童生徒が一定程度在籍する義務教育諸学校には、学校の要請により指導担当者として教諭の加配措置が行われる場合がある。それに付随し、日本語指導を行う専用の教室が各学校に確保され、「日本語教室」と称される。児童生徒の多国籍化や「日本語ができない子のための教室」というニュアンスの回避のため、「国際教室」他の名称が用いられる場合も多い。
- センター校方式

地域によっては日本語指導のセンター校を設置し、周辺の学校に在籍する日本語指導が必要な児童生徒を、指導時間にその学校に通わせる方式を取っている所もある。
- 加配の配置基準

各自治体により異なっている。日本語指導が必要な外国人児童生徒の在籍が「10人以上」 「5人以上」「全在籍者の20%以上」など。加配に当たっては、担当者の給与の3分の1が国費負担となる。
- 指導担当者

日本語が母語ではない児童生徒の指導に慣れた教員や外国人児童生徒の母語が理解できる教員、日本語教育を専攻した教員が配置されることもあるが、全く指導経験がなかったり、母語や日本語教育の学習歴のない教員が配置される場合もある。
- 指導内容

入国初期には日本語指導が行われるが、徐々に教科学習を含んだ内容に移行する。
- 義務教育諸学校でない高等学校には加配措置がないので、本内容の「日本語教室」は存在しない。

## 注
1. ↑  表中の数字は、文化庁「日本語教育実態調査」平成20年度国内の日本語教育の概要「一般の施設・団体」に基づく。「財団法人日本語教育振興協会認定施設」を「日本語学校」とし、それ以外を「日本語教室」とした。
2. ↑  文化庁「第8回国語分科会日本語教育小委員会・議事録」より
3. ↑  外国人子女の日本語指導に関する調査研究協力者会議編(1998)『外国人子女の日本語指導に関する調査研究 : 最終報告書「外国人児童生徒に対する日本語指導実態調査結果の分析」』より